# Wit Foryś
Wit Foryś – polski matematyk, doktor habilitowany nauk matematycznych. Specjalizuje się w matematyce dyskretnej, kombinatorycznej teorii półgrup, teorii języków formalnych i automatów oraz kryptologii. Był profesorem nadzwyczajnym Instytutu Informatyki i Matematyki Komputerowej Wydziału Matematyki i Informatyki Uniwersytetu Jagiellońskiego i Wydziału Matematyki Stosowanej Akademii Górniczo-Hutniczej.

## Życiorys zawodowy
Habilitował się w 1993 na podstawie oceny dorobku naukowego i rozprawy pt. Fixed Points of Some Operators Defined on Free Monoids. Poza Uniwersytetem Jagiellońskim i Akademią Górniczo-Hutniczą pracował także jako profesor w Instytucie Ekonomicznym Akademii Nauk Stosowanych w Nowym Sączu.
Swoje prace publikował w takich czasopismach jak m.in. „Journal of Cellular Automata”, „International Journal of Computer Mathematics” „Theory of Computing Systems”, „Semigroup Forum", „Fundamenta Informaticae" oraz „Journal of Computational and Applied Mathematics”.